# Acıpayam
Acıpayam ist eine Stadt im gleichnamigen Landkreis der türkischen Provinz Denizli und gleichzeitig ein Stadtbezirk der 2012 geschaffenen Büyükşehir Belediyesi Denizli (Großstadtgemeinde/Metropolprovinz). Acıpayam liegt etwa 55 km südöstlich der Provinzhauptstadt Denizli und war Ende 2019 der viertgrößte Landkreis dieser Großstadtgemeinde.
Nach der Schlacht bei Manzikert im Jahr 1071 ließ sich ein Stamm der türkischen Seldschuken in der Nähe der beiden Berge Eşeler Dağı und Elmadağ nieder. Zuerst gehörte Acıpayam zu Burdur, 1871 wurde der Landkreis der Provinz Denizli zugeschlagen.
In dem Bezirk liegt die Dodurgalar Keloğlan Mağarası, eine Tropfsteinhöhle mit vielen Stalaktiten, Stalagmiten und natürlichen Säulen. Es wird angenommen, dass die Höhle durch Wasserfälle vor über 10 Millionen Jahren gebildet wurde. Außerdem leben dort Fledermäuse.

## Söhne und Töchter der Stadt
- Hüseyin Yılmaz (1924–2013), US-amerikanischer theoretischer Physiker
- Bayram Şit (1930–2019), Ringer
- Hasan Güngör (1934–2011), Ringer
- Sıla (* 1980; bürgerlich Sıla Gençoğlu), Popsängerin
- Ümmü Kiraz (* 1982), Leichtathletin